# هایروده
هایروده (به آلمانی: Heyerode) یک منطقهٔ مسکونی در آلمان است که در Südeichsfeld واقع شده‌است. هایروده ۲٬۲۶۴ نفر جمعیت دارد.